# Casa dell'Ara Massima
La casa dell'Ara Massima è una casa di epoca romana, sepolta durante l'eruzione del Vesuvio del 79 e ritrovata a seguito degli scavi archeologici dell'antica Pompei: viene anche chiamata casa di Narciso o casa di Pinario.

## Storia
Non si conosce con esattezza la data di costruzione della casa dell'Ara Massima, anche se alcune murature sono datate intorno al III secolo a.C.: dalle tracce di restauri in alcune decorazioni degli ambienti si deduce che questa venne ristrutturata a seguito del terremoto di Pompei del 62, anche se dalla realizzazione degli affreschi si denotava la decadenza economica del proprietario, di cui non si conosce il nome né tantomeno il mestiere, nonostante il ritrovamento di numerosi reperti, come oggetti in bronzo, attrezzatura per la pesca, lampade e un tavolo con piedistallo raffigurante una sfinge, conservato al Museo archeologico nazionale di Napoli. Sepolta sotto una coltre di ceneri e lapilli durante l'eruzione del Vesuvio del 79 è stata riportata alla luce tra il 1903 ed il 1904, oltre ad indagini svolte nella strada antistante nel 1905: sebbene il materiale vulcanico nei pressi dell'ingresso fosse stato rimosso, all'interno non sono stati trovati segni di una precedente esplorazione.

## Descrizione

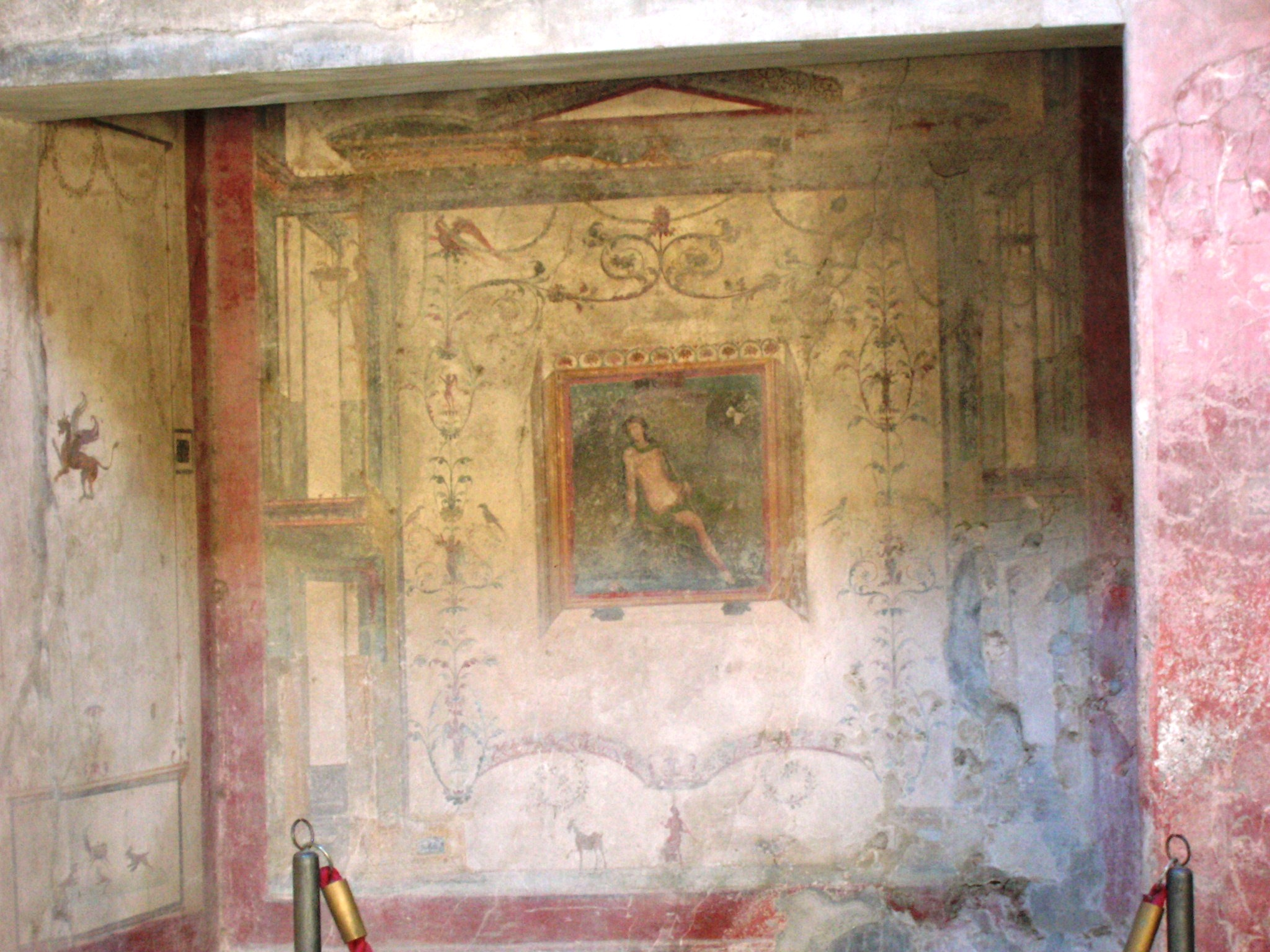
L'affresco di Narciso che si specchia

La casa dell'Ara Massima è situata lungo via del Vesuvio ed ha un'estensione pari a centottantasette metri quadrati: segue uno schema irregolare in quanto tutta la struttura è organizzata intorno all'atrio, manca di peristilio ed è dotata di un piano superiore, dal quale sono stati recuperati numerosi reperti ma di cui è stato impossibile ricostruirne l'esatta planimetria. Superate le fauci d'ingresso, che presentano un'alta zoccolatura in rosso ed un intonaco bianco, oltre a pavimento in cocciopesto, che si ritrova poi in tutto il resto dell'abitazione, si accede direttamente all'atrio, di tipo tuscanico, con impluvium centrale, dotato di due canaletti di scolo che permettevano il deflusso delle acque direttamente in strada: l'ambiente ha la parete sud e quella ovest con zoccolatura in rosso e zona mediana bianca, e la parte nord ed ovest, con zoccolatura in nero; inoltre la parete ovest presenta una grossa nicchia con un pannello centrale giallo arricchito con figure umane ed una nicchia con pannelli bianchi incorniciati in rosso con quadretto centrale raffigurante Narciso che si specchia, caratteristico in quanto viene riprodotta la figura dell'uomo riflessa nell'acqua, adornato da creature fantastiche, mentre nella parete nord, tra due porte, è stata ricavata una piccola nicchia adibita a larario, con sotto una rappresentazione di due serpenti intrecciati; nei pressi della parete ovest è stato rinvenuto un vaso in bronzo, probabilmente utilizzato come base di una statua.

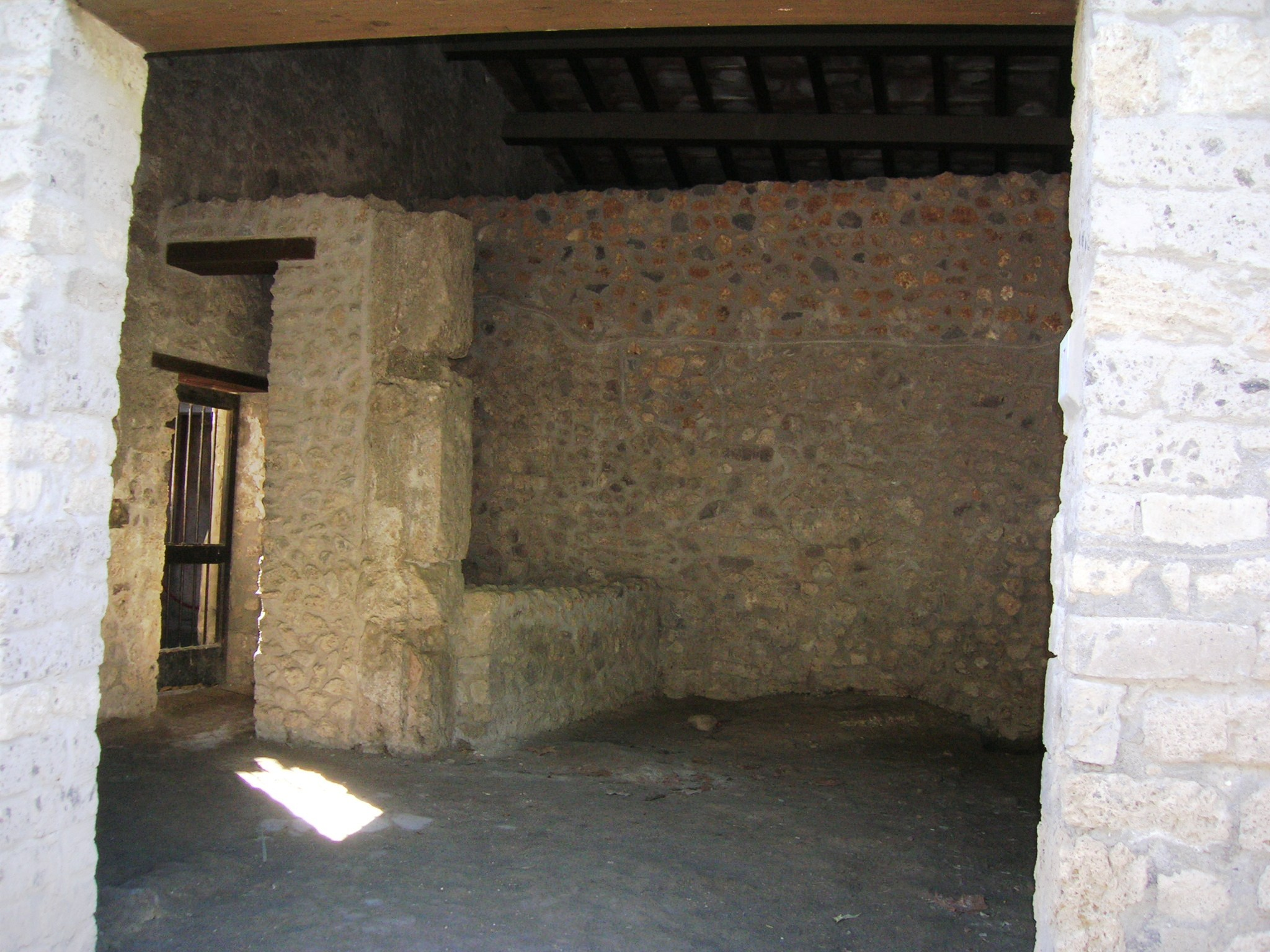
Ambienti di servizio

Ai lati delle fauci si aprono due stanze: sulla destra una sorta di ripostiglio nel quale sono stati ritrovati numerosi oggetti da cucina, che aveva la funzione sia di secondo ingresso alla casa sia di accesso al piano superiore tramite una scala e la decorazione si riduce ad una zoccolatura in rosa, zona superiore in bianco e pavimento in terra battuta; sulla sinistra invece è un cubicolo con pitture in quarto stile, che si ritrovano anche negli altri ambienti, caratterizzati da pannelli in rosso e gialli separati da strisce nere, stesso colore della zoccolatura, a cui si aggiungono riproduzioni di uccelli.
Lungo la parete sud si trova il tablino ed il triclinio: la prima stanza ha perso nella parete sud la decorazione, mentre nel resto nell'ambiente si ritrova una zoccolatura nera ed una zona mediana in rosso, arricchita con pannelli centrali in giallo nei quali sono affrescati Selene e Endimione dormiente, La scoperta di Arianna, Marte e Venere e Ercole all'Ara Massima, affresco da cui la casa prende il nome, il tutto arricchito con medaglioni con ritratto di donna; completano il tablino delle mensole sulle quali erano probabilmente poggiati statue e quadri ed al suo interno, al momento dello scavo, sono state rinvenute centotré perle in vetro ed un orecchino in oro, oltre ad un gran numero di lampade. Il triclinio è affrescato con uno zoccolo nero nel quale sono dipinti flora e fauna tipica delle paludi, mentre la zona mediana è tripartita con ai lati raffigurazioni di elementi architettonici e cibo ed al centro i quadretti di Arianna scoperta da una Menade e Endimione disteso nel sonno sotto lo sguardo di Selene: da questo ambiente doveva partire una scala provvisoria per il piano superiore.
Lungo il lato ovest dell'atrio si apre un piccolo peristilio intonacato in grigio, mentre lungo il lato nord si trovano gli ambienti di servizio: seguono infatti nell'ordine una grande sala affrescata in rosso, una cucina con focolare, una latrina ed un negozio che dà accesso anche alla strada.